# Ландсхутская свадьба
Ландсхутская свадьба (нем. Landshuter Hochzeit) — исторический праздник, проводимый каждые четыре года в Ландсхуте, Бавария.

## Предыстория

### Традиции
Эпоха позднего Средневековья была временем шумных карнавалов и празднеств. В конце XV века прошло несколько шумных свадеб, из которых самыми значительными были свадьбы в Амберге, Брюгге (1468 год), Урахе (графа Эберхарда Вюртембергского и Барбары Гонзага) и Ландсхуте. Последняя из них по числу гостей далеко обогнала все остальные.

### Политическая ситуация
В то время браки среди аристократии редко происходили по любви и в большинстве случаев это были политически мотивированные связи. Свадьба имела большое политическое значение, так как позволяла сформировать союз против усилившейся Османской империи.

## Историческое событие

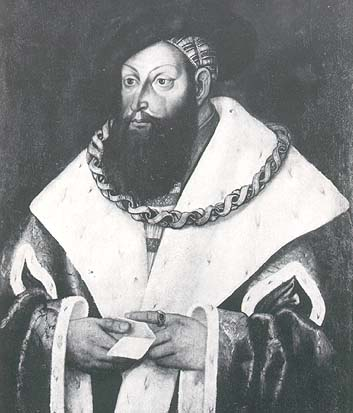
Георг, герцог Ландсхут-Баварский

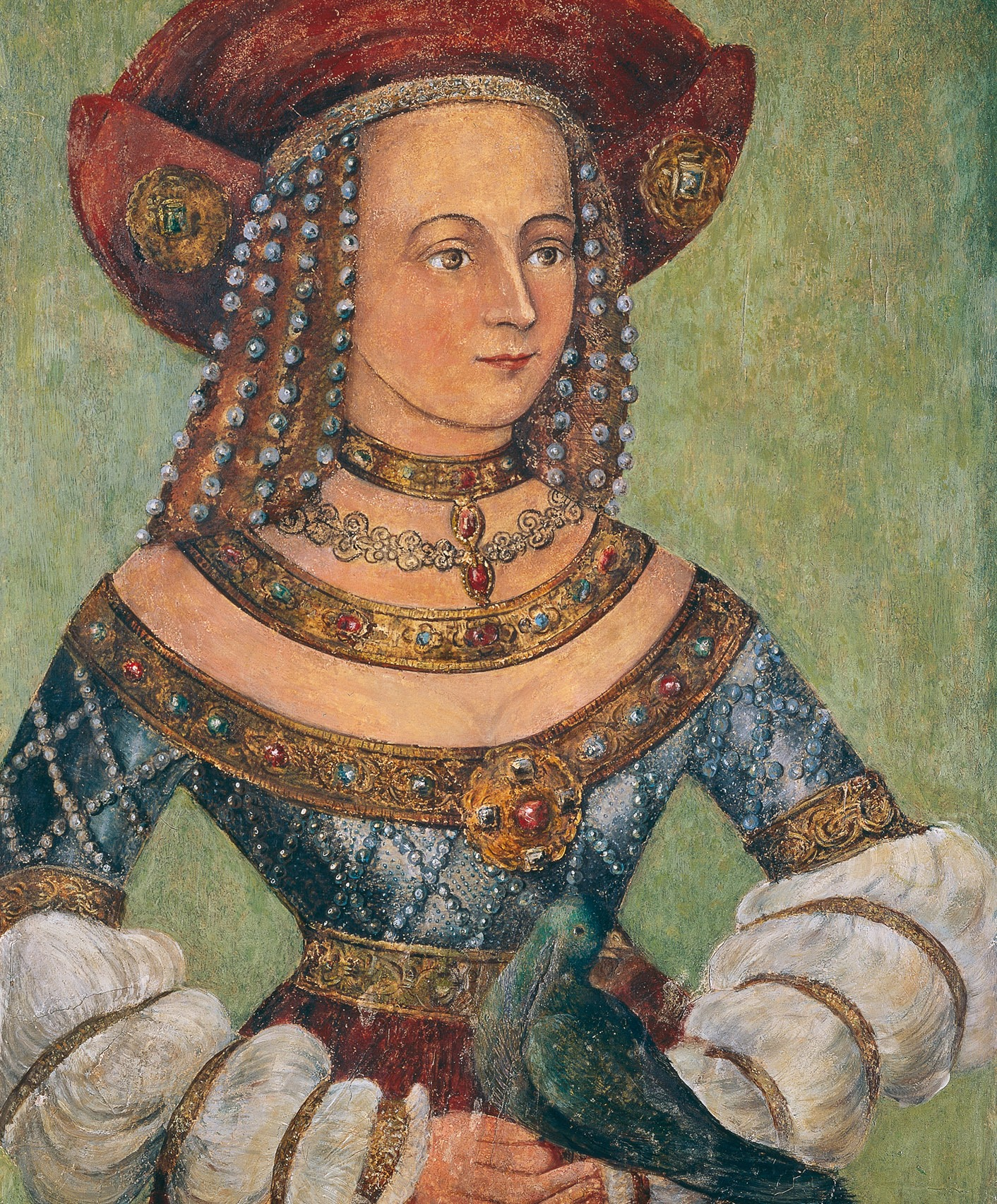
Ядвига Ягеллонка

Праздник проводится в память о состоявшемся в 1475 году в Ландсхуте знаменитом бракосочетании баварского герцога Георга с Ядвигой Ягеллонкой, дочерью польского короля Казимира IV Ягелло.
Весной 1474 года герцог Людвиг IX Богатый, отец жениха, отправил в Польшу посольство, которые провели в Кракове интенсивные переговоры между владетельными домами, закончившиеся 29 декабря объявлением об обручении и подписанием свадебного договора 31 декабря. В качестве приданого король Казимир дал 32 000 гульденов. После заключения соглашения, осенью следующего года, восемнадцатилетняя Ядвига отправилась в Баварию. Поездка продолжалась 2 месяца. Путь невесты и сопровождавшего её шафера герцога Отто II Пфальцского пролегал через Берлин, Виттенберг и Нюрнберг. Здесь новобрачную сердечно встречали приехавшие князья и епископы. Курфюрст Бранденбурга, Альбрехт Ахилл, сравнивал свадьбу с божественным соединением к пользе христианского мира и империи.
Жених и невеста были обвенчаны 14 ноября 1475 архиепископом Зальцбурга Бернхардом фон Рором в главной приходской церкви города Мартинскирхе. После этого свадебный кортеж проследовал через весь город к ратуше, где невесту встретил император Фридрих III и проводил её к свадебному хороводу. Сообщается, что на этом событии и последовавшим за ним рыцарском турнире присутствовало 10 000 гостей.
Длившиеся несколько дней роскошные торжества были очень подробно зафиксированы летописцами. По их свидетельству, во время праздника было съедено 323 вола, 285 свиней, 1133 овцы, 1537 ягнят, 490 телят, 11 500 гусей, 40 000 кур, 194 345 яиц, 220 центнеров топлёного сала, 7 центнеров миндаля и столько же риса. За один день было выпито и съедено столько, сколько поглощала Бавария за целый год. По приказу герцога Людвига хозяевам харчевен было запрещено продавать гостям еду и напитки — всё продовольствие приобреталось на герцогской кухне бесплатно. Кроме того, на винокурне стояли два огромных чана — один с белым, другой с красным вином, и каждый желающий получал кружку вина и кусок хлеба с раннего утра до поздней ночи. Знатным господам продукты в сыром виде доставлялись прямо в дом, где их готовили личные повара. Работу 146 поваров оплатили из герцогской казны. Свадьба вошла в историю как самый роскошный праздник позднего средневековья. В денежном выражении свадьба стоила 60 766 гульденов 73 пфеннига и 1 геллер.
В 1880 году, на волне патриотизма в Германской империи, парадный зал ландсхутской ратуши был обновлён, при этом мюнхенские художники украсили её сценами свадьбы 1475 года. Эти мотивы понравились горожанам и натолкнули их на мысль разыграть это историческое событие. С этой целью двое местных горожан, Георг Типпель и Жозеф Линнбруннер, в 1902 году основали объединение Förderer e.V. (Меценаты), которое уже через год устроило первую свадебную процессию.

## Современный исторический праздник
После того, как в 1903 году свадьбу впервые по наитию сыграли 145 участников, к сегодняшнему дню процессия превратилась скорее в историческую документальную драму, с более чем 2000 участников в исторической одежде самых различных сословий.
С 1903 по 1914, а также с 1922 по 1938 шествия происходили каждый год, с 1950 по 1968 и с 1975 по 1981 каждые 3 года. С 1985 года ландсхутская свадьба празднуется каждые 4 года. Во время обеих мировых войн торжества не проводились, так же как и с 1968 по 1975, после того, как в 1970 году пожар уничтожил большую часть реквизита и повредил кареты, а в следующем году разрыв водопровода большую часть костюмов.
Апогей празднества приходится на воскресенье, когда свадебный поезд и свадебное общество продвигается через старую часть Ландсхута. Последующие мероприятия показывают жизнь рыцарского лагеря, конные и рыцарские игры или «Mummenschanz» («маскарад»), которые происходят на так называемом Zehrplatz'e. Как и раньше, торжества организуются объединением Förderer e.V., количество членов которого выросло почти до 7000. Примерно 2300 исполнителей — это местные жители, которым доставляет радость изображать свадьбу в подлинной исторической одежде — например, они отращивают волосы, чтобы сделать причёски по средневековому образцу.

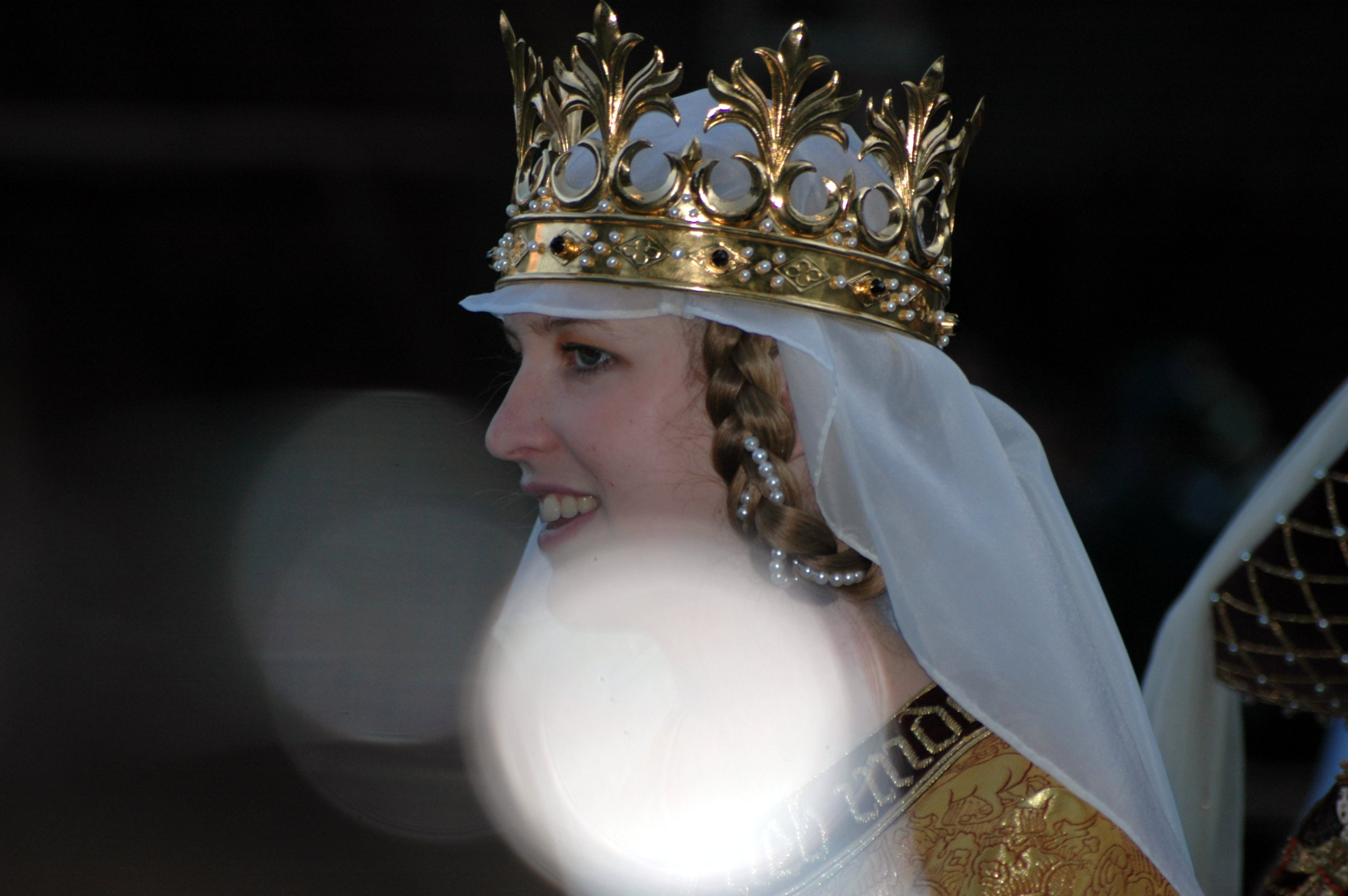
Невеста Ядвига из Польши
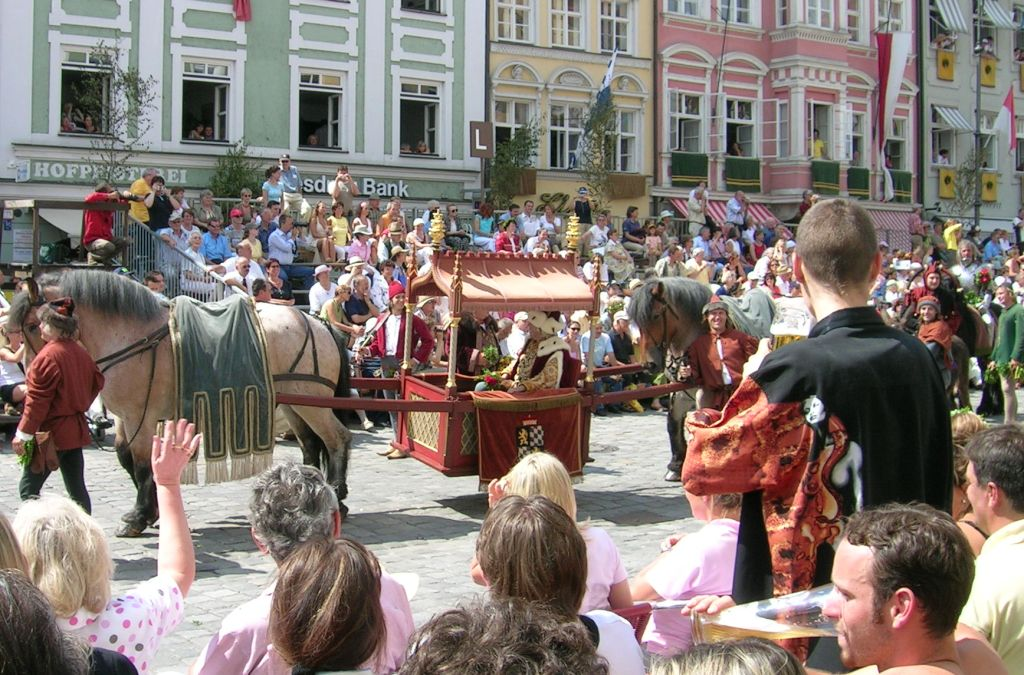
Людвиг Богатый, отец жениха и организатор свадьбы в паланкине
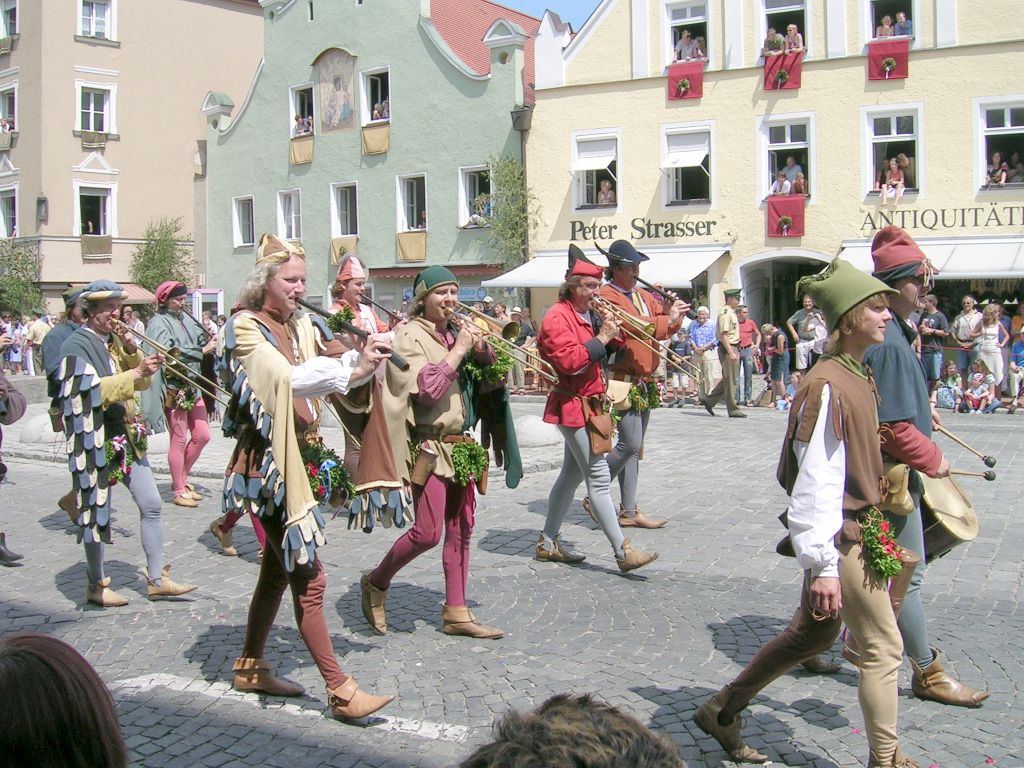
Музыканты с историческими инструментами
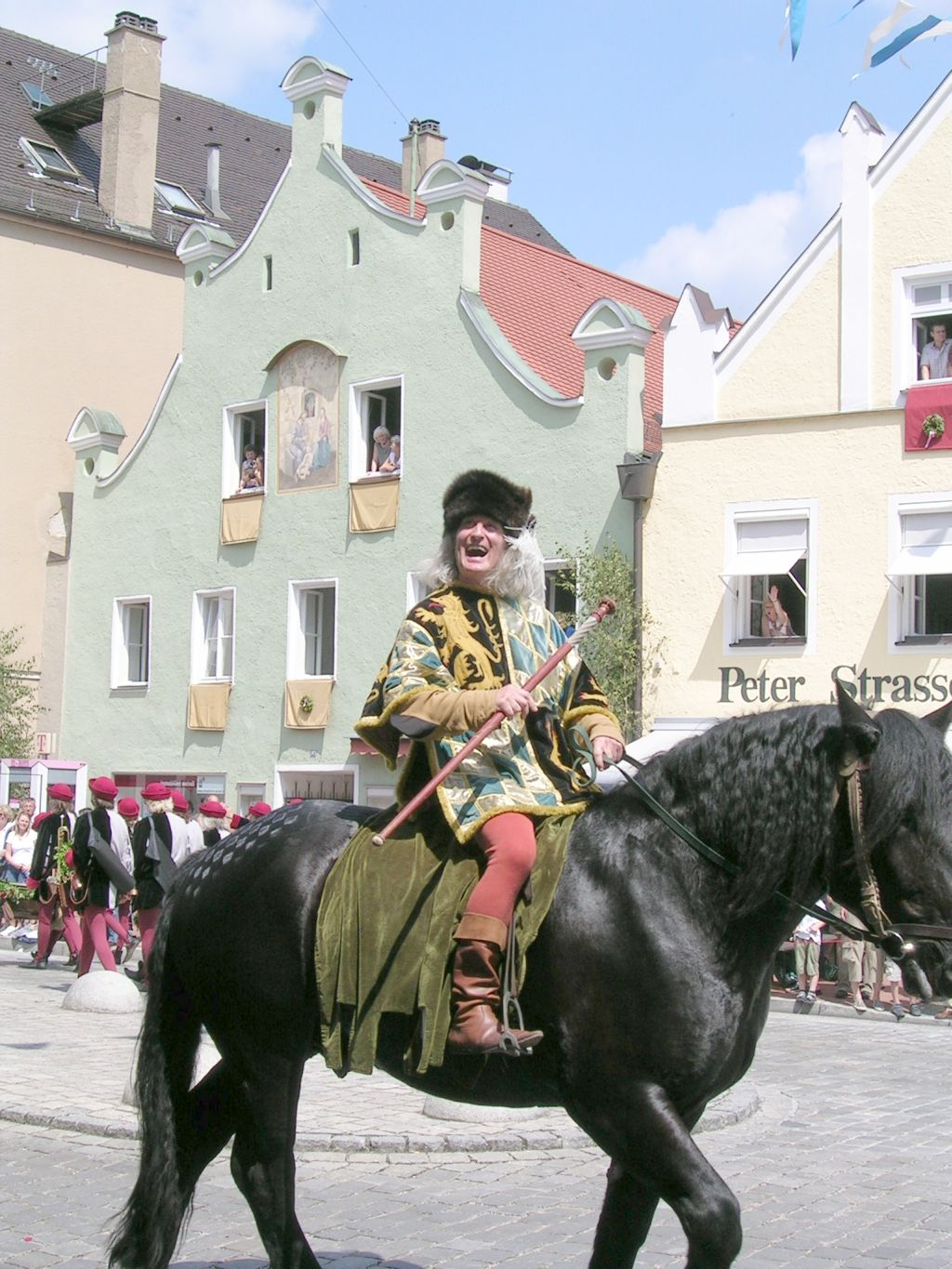
Герольд на лошади
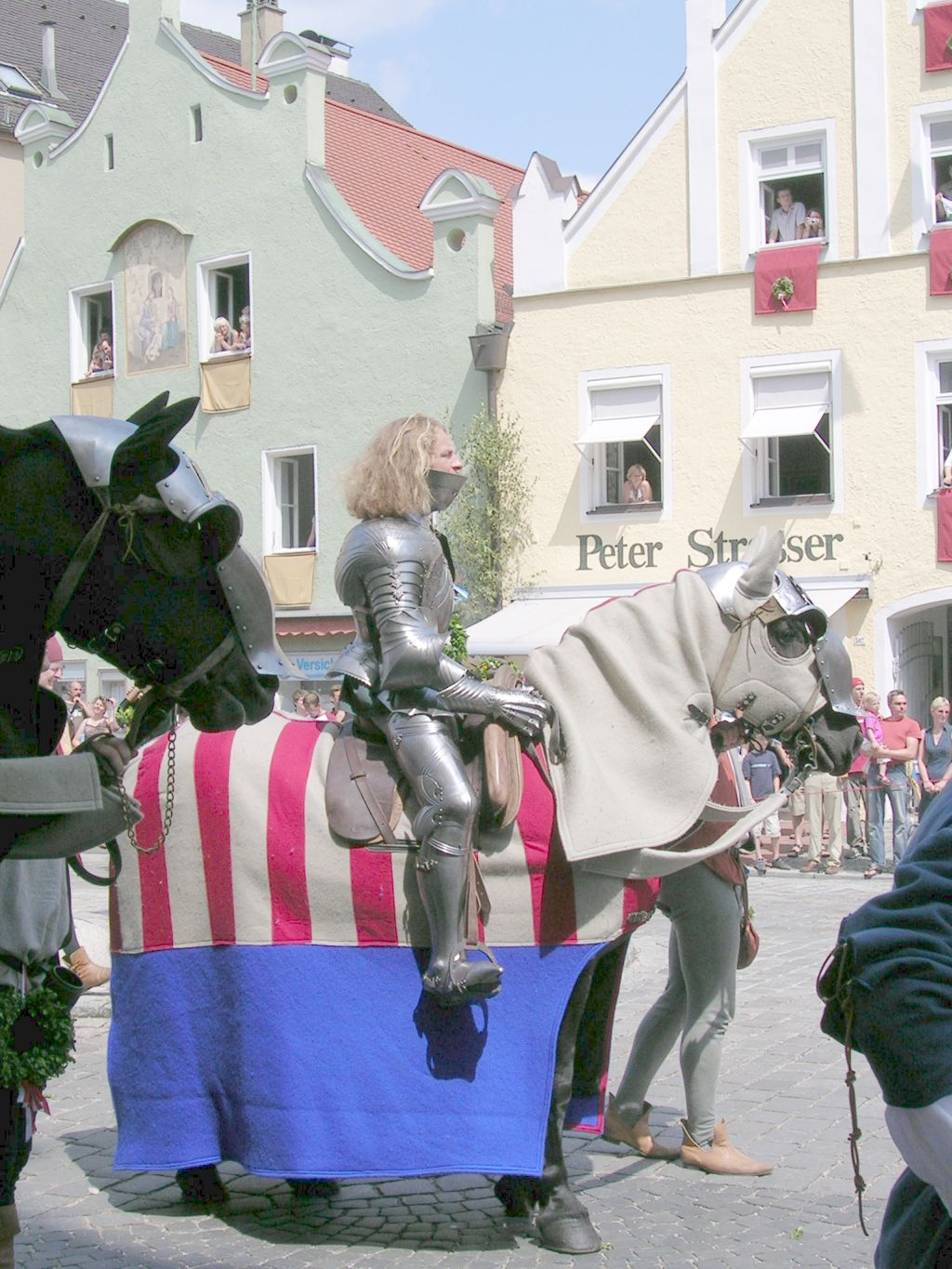
Рыцарь в доспехах
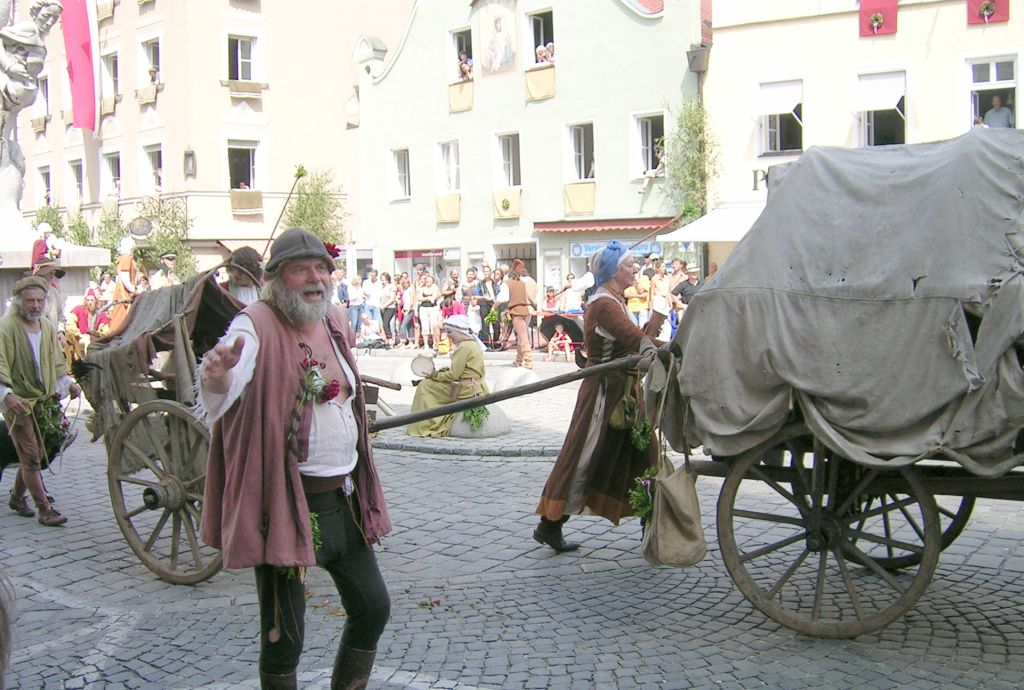
Цыгане
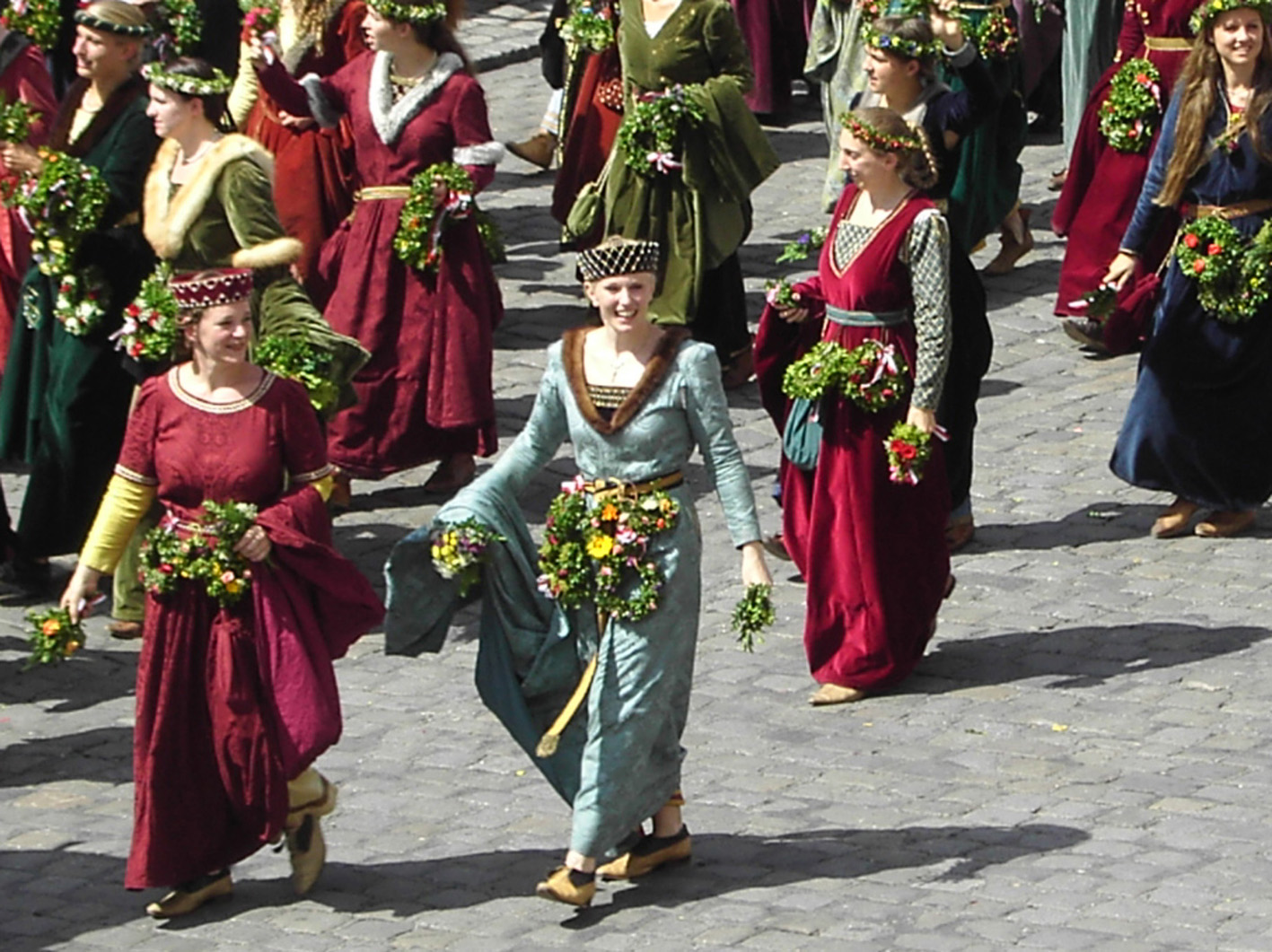
Благородные дамы
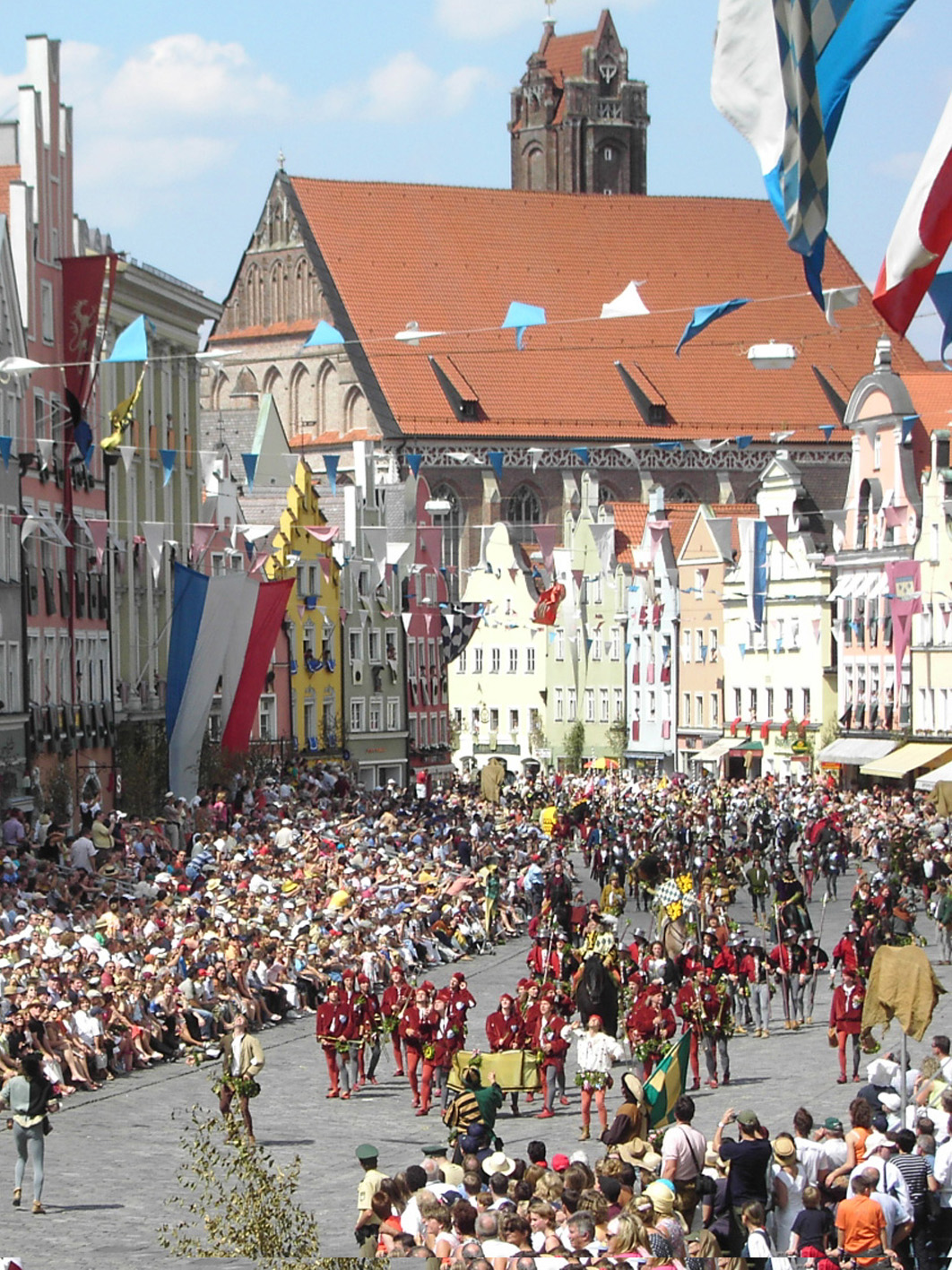
Процессия
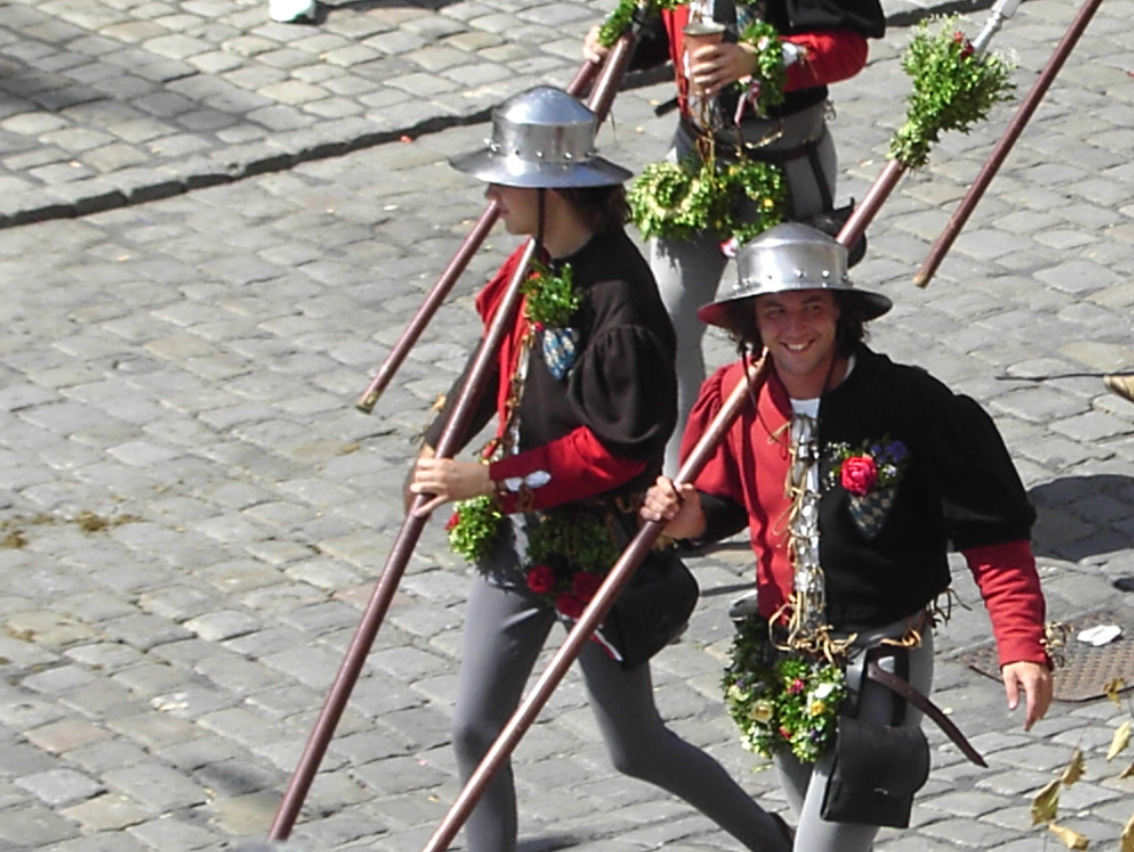
Герцогская охрана с гербами Виттельсбахов
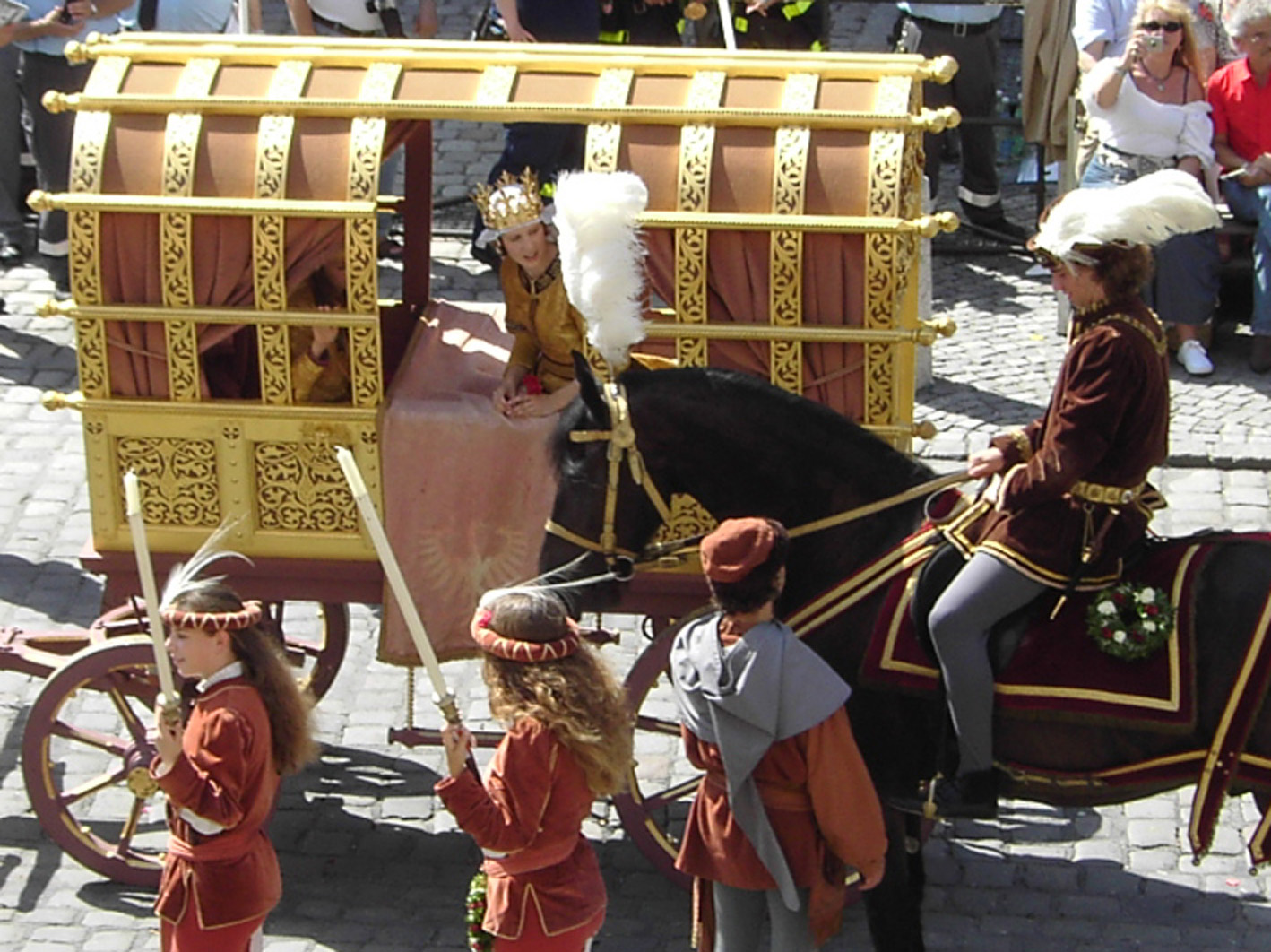
Свадебная карета
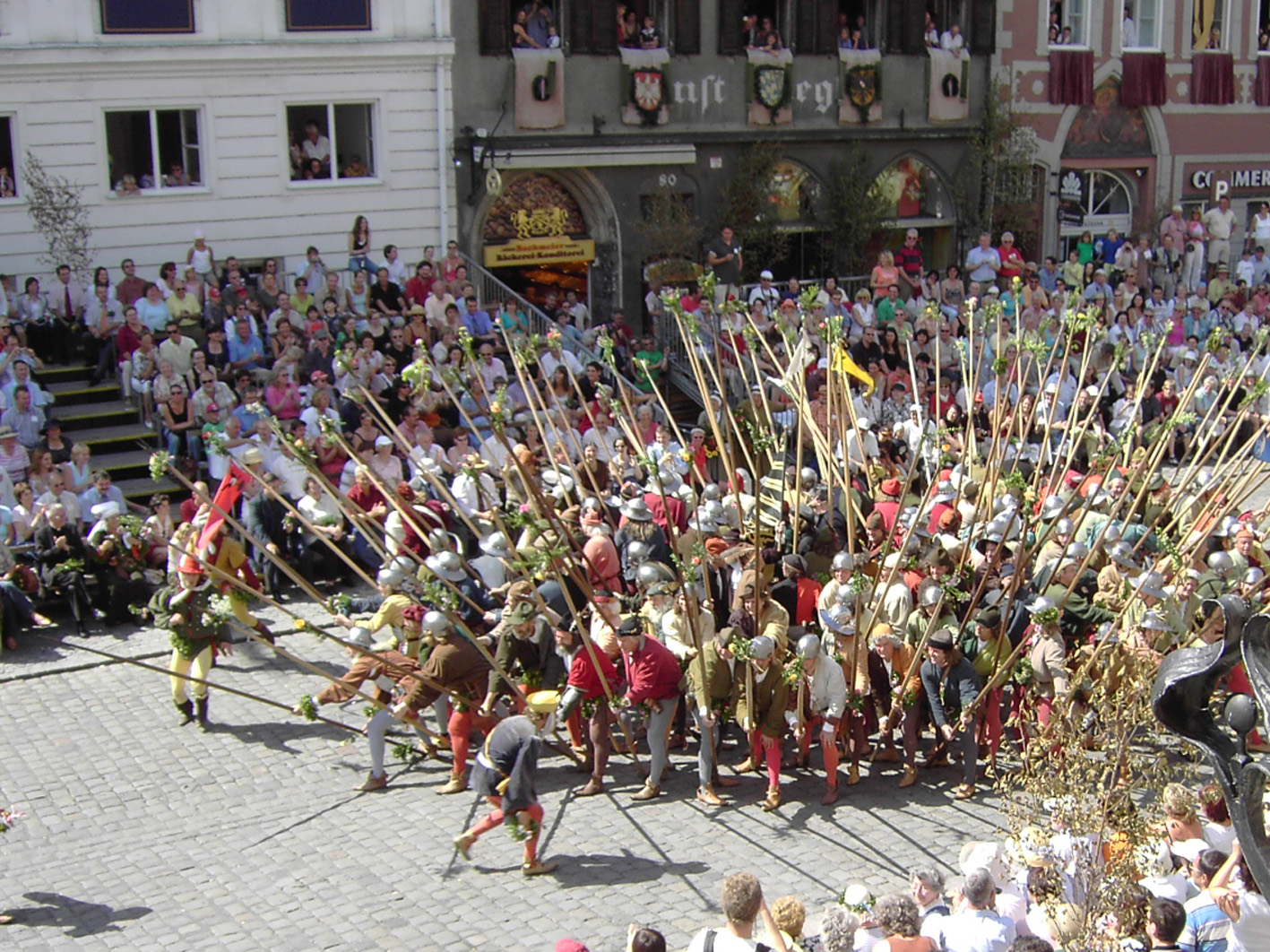
Круговая оборона
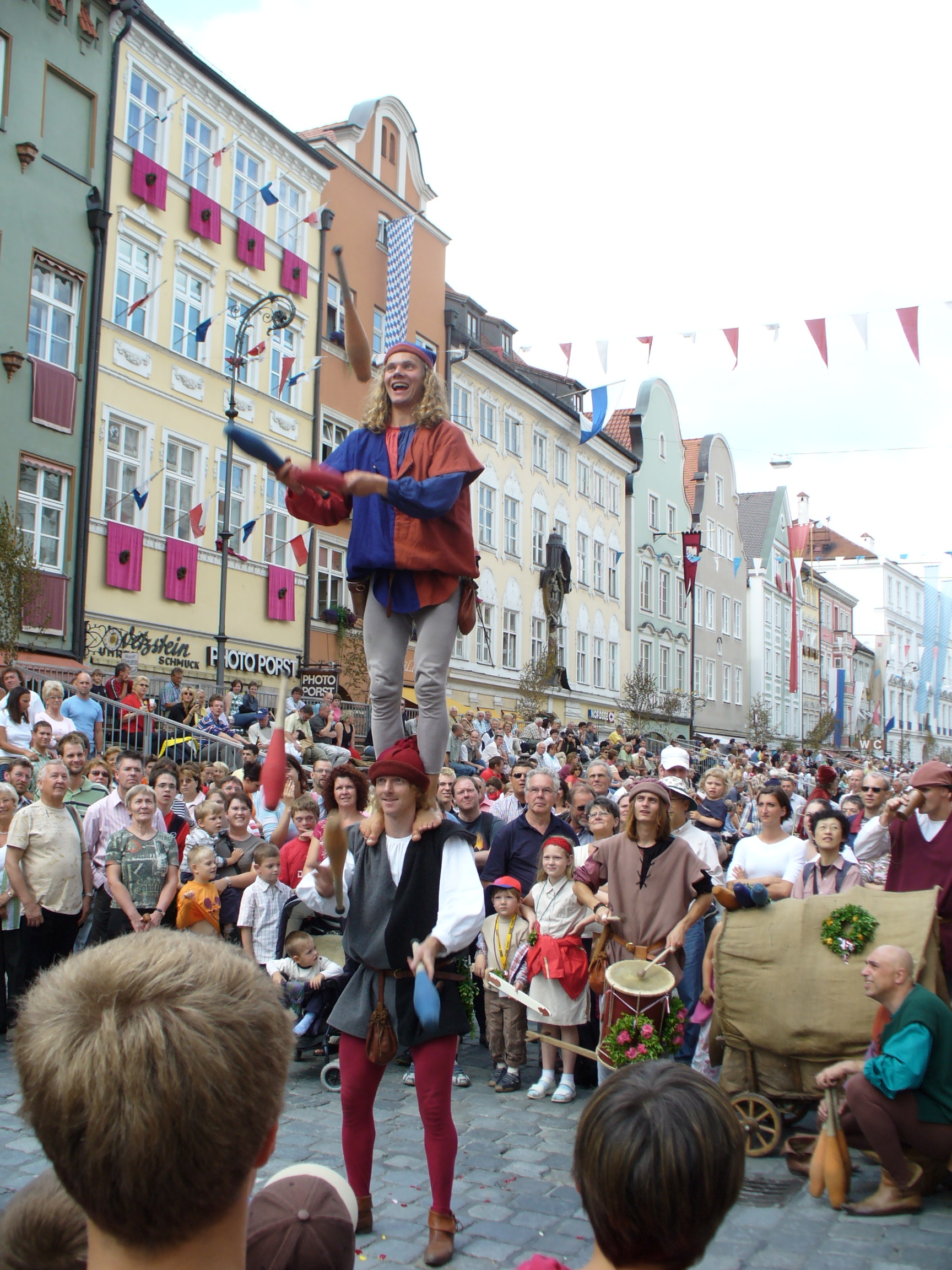
Жонглёр

## Фильмы и телепередачи
- 2005 — Die Landshuter und ihre Hochzeit (Franz X. Gernstl)
- 2009 — Die Landshuter Hochzeit (Franz X. Gernstl)